# Fernando Pio dos Santos
Fernando Pio dos Santos (Recife, 4 de março de 1906 — 27 de junho de 1987) foi um banqueiro, historiador e escritor brasileiro.

## Biografia
Era filho do banqueiro Artur Pio dos Santos, tendo estudado na cidade natal. Casado com Eleonora Bezerra, com quem teve quatro filhos.
Fundou em 1974 e dirigiu até sua morte o Museu Franciscano de Arte Sacra, no Recife. Pertenceu à Venerável Ordem Terceira de São Francisco do Recife, onde ocupou diversos cargos, inclusive o de ministro. Membro do Instituto Arqueológico, Histórico e Geográfico Pernambucano e da Academia Pernambucana de Letras. Foi vice-presidente da Associação Brasileira de Jornalistas e Escritores de Turismo, conselheiro da Empresa Metropolitana de Turismo e membro do Conselho Estadual de Cultura, em Pernambuco.